# 波洛克派因斯 (加利福尼亞州)
波洛克派恩斯（英語：Pollock Pines）是位於美國加利福尼亞州埃爾多拉多縣的一個人口普查指定地區。

## 地理
波洛克派恩斯的座標為38°45′41″N 120°35′12″W / 38.76139°N 120.58667°W，而該地最高點為海拔高度1213米（即3980英尺）。

## 人口
根據2010年美國人口普查的數據，波洛克派恩斯的面積為20.617平方千米，當中陸地面積為20.533平方千米，而水域面積為0.084平方千米。當地共有人口6871人，而人口密度為每平方千米333人。